# Anaglyptus watsoni
Anaglyptus watsoni är en skalbaggsart som först beskrevs av Charles Joseph Gahan 1906.  Anaglyptus watsoni ingår i släktet Anaglyptus och familjen långhorningar.
Artens utbredningsområde är Burma. Inga underarter finns listade i Catalogue of Life.